# Рауль Тамудо
Рауль Тамудо (ісп. Raúl Tamudo, нар. 19 жовтня 1977, Барселона) — іспанський футболіст, нападник, фланговий півзахисник клубу «Райо Вальєкано».
Дворазовий володар Кубка Іспанії з футболу. 

## Клубна кар'єра
Народився 19 жовтня 1977 року в місті Барселона. Вихованець футбольної школи клубу «Еспаньйол».
У дорослому футболі дебютував 1996 року виступами за команду клубу «Еспаньйол», в якій провів два сезони. 
Згодом з 1998 по 1999 рік грав у складі команд клубів «Алавес» та «Льєйда».
Своєю грою за останню команду знову привернув увагу представників тренерського штабу клубу «Еспаньйол», до складу якого повернувся 1999 року. Цього разу відіграв за барселонський клуб наступні одинадцять сезонів своєї ігрової кар'єри. Більшість часу, проведеного у складі «Еспаньйола», був основним гравцем команди. У складі «Еспаньйола» був одним з головних бомбардирів команди, маючи середню результативність на рівні 0,39 голу за гру першості. За цей час двічі виборював титул володаря Кубка Іспанії з футболу.
Протягом 2010—2012 років захищав кольори клубів «Реал Сосьєдад», «Райо Вальєкано» та «Пачука».
До складу клубу «Райо Вальєкано» приєднався 2013 року.

## Виступи за збірні
2000 року дебютував в офіційних матчах у складі національної збірної Іспанії.
| Дата       | Місто                       | Господарі | Результат | Гості                | Турнір            | Голи | Примітки |
| ---------- | --------------------------- | --------- | --------- | -------------------- | ----------------- | ---- | -------- |
| 16/08/2000 | Ганновер                    | Німеччина | 4 – 1     | Іспанія              | товариський матч  | -    |          |
| 13/02/2002 | Барселона                   | Іспанія   | 1 – 1     | Португалія           | товариський матч  | -    |          |
| 21/08/2002 | Будапешт                    | Угорщина  | 1 – 1     | Іспанія              | товариський матч  | 1    |          |
| 18/02/2004 | Барселона                   | Іспанія   | 2 – 1     | Перу                 | товариський матч  | -    |          |
| 18/08/2004 | Лас-Пальмас-де-Гран-Канарія | Іспанія   | 3 – 2     | Венесуела            | товариський матч  | 2    |          |
| 03/09/2004 | Валенсія                    | Іспанія   | 1 – 1     | Шотландія            | товариський матч  | -    |          |
| 13/10/2004 | Вільнюс                     | Литва     | 0 – 0     | Іспанія              | Відбір до ЧС 2006 | -    |          |
| 03/09/2005 | Сантандер                   | Іспанія   | 2 – 1     | Канада               | товариський матч  | 1    |          |
| 07/09/2005 | Мадрид                      | Іспанія   | 1 – 1     | Сербія та Чорногорія | Відбір до ЧС 2006 | -    |          |
| 13/10/2007 | Орхус                       | Данія     | 1 – 3     | Іспанія              | Відбір до ЧЄ 2008 | 1    |          |
| 17/10/2007 | Гельсінкі                   | Фінляндія | 0 – 0     | Іспанія              | товариський матч  | -    |          |
| 17/11/2007 | Мадрид                      | Іспанія   | 3 – 0     | Швеція               | Відбір до ЧЄ 2008 | -    |          |
| 24/11/2007 | Лас-Пальмас-де-Гран-Канарія | Іспанія   | 1 – 0     | Північна Ірландія    | Відбір до ЧЄ 2008 | -    |          |
| Усього     |                             | Матчів    | 13        |                      | Голів             | 5    |          |

## Титули і досягнення
- Володар Кубка Іспанії з футболу (2):

«Еспаньйол»:  1999–2000, 2005–2006
- Срібний олімпійський призер: 2000